# Vichry zimy (Hra o trůny)
Vichry zimy (v anglickém originále The Winds of Winter) je desátý a závěrečný díl šesté řady seriálu Hra o trůny stanice HBO. Celkově se jedná o 60 epizodu. Scénář k epizodě napsala dvojice David Benioff a D. B. Weiss a díl režíroval Miguel Sapochnik. V USA měl díl premiéru 26. června 2016, v České republice o den později.
"Vichry zimy" byla kritiky chválena a považována jako jedna z nejlepších závěrečných epizod série seriálu, a jedním kritikem označena jako "velice překvapující a uspokojující". Kritici chválili velikou explozi v Králově přístavišti, Aryaninu pomstu na rodě Freyů, Jonovo provolání králem Severu, odhalení pravdy o jeho původu ve věži Joy v Dorne prostřednictvím Branova přenesení do minulosti a závěrečné odplutí Daenerys do Západozemí jako zlatý hřeb celé série. Ve Spojených státech dosáhla epizoda sledovanosti 8,89 milionů diváků v její premiéře na HBO, což z ní dělalo nejsledovanější epizodu v historii seriálu.Epizoda je označována jako umělecké dílo.

## Děj

### V Královském přístavišti
Nastává den procesu se Cersei (Lena Headeyová) a Lorasem Tyrellem (Finn Jones). Nejvyšší vrabčák (Jonathan Pryce) a mnoho lidí z městské elity se shromáždí ve Velkém Baelorově septě. Loras se přizná ke své homosexualitě a chce odčinit své hříchy tím, že se vzdá svého jména, všech titulů a Vysoké zahrady. Cersei ale do septa nepřijde a Nejvyšší vrabčák pošle Lancela (Eugene Simon), aby ji přivedl. Mezitím Qyburn (Anton Lesser) láká Pycella (Julian Glover) do svých komnat, kde ho jeho ptáčkové ubodají k smrti. Lancel objeví obrovské tajné skladiště divokého ohně uloženého pod Velkým Septem, ale je pobodán jedním z ptáčků. Uvnitř Septa má Margaery (Natalie Dormerová) podezření, že se děje něco špatného a nabádá lidi k odchodu, sama chce odejít, ale vojáci Sedmi zablokují dveře. Divoký oheň se následně zapálí, zničí Velké Septum a všechny uvnitř zabije. Septa Unella je polapena Cersei a mučena Gregorem „Horou“ Cleganem (Hafþór Julius Björnsson). Tommen (Dean-Charles Chapman), kterému byl zakázán odchod ze své komnaty, je svědkem exploze septa. Nesmíří se se smrtí manželky a Nejvyššího vrabčáka, odloží korunu a skočí z okna své věže.
Jaime (Nikolaj Coster-Waldau) a Bronn (Jerome Flynn) se vrátí z Řekotočí a jsou v šoku, když vidí hořící ruiny Velkého septa. Po příchodu do Rudé bašty je Jaime svědkem korunovace Cersei novou královnou Sedmi království.

### Na Zimohradu
Davos (Liam Cunningham) mluví před Jonem (Kit Harington) a Melisandrou (Carice van Houtenová) o smrti Shireen. Melisandra přiznává, že dívku zaživa upálila, ale brání se tím, že to udělala kvůli Pánu Světla, a že Stannis nic k oběti nenamítal. Davos žádá Jona o povolení popravit Melisandru za její zločiny, ale Rudá kněžka namítá, že jim ještě může být užitečná v nadcházející válce proti Bílým chodcům. Jon vyhostí Melisandru ze Severu, pod hrozbami popravy, pokud se ještě někdy vrátí na Sever. Pak mluví se Sansou o tom, kdo z nich povede sjednocené síly Starků.
Malíček (Aidan Gillen) se soukromě setká se Sansou v zimní zahradě. Prozradí ji, že jeho konečným cílem je sedět na Železném trůnu s ní po jeho boku. Pokusí se Sansu políbit, ale ta se mu vyhýbá a následně odchází.
Později Jon shromažďuje různé severní pány, rytíře Údolí a Divoké, aby s nimi projednal plán na nadcházející invazi Bílých chodců. Nakonec díky Lyanně Mormont (Bella Ramsey) severní lordi prohlásí Jona novým králem Severu.

### Na Dvojčatech
Walder Frey (David Bradley) slaví společně s Lannistery zisk Řekotočí a Jaimemu říká, že si jsou oba podobní v tom, že zradili své krále. Jaime poté Walderovi hořce připomíná, že Freyové jsou vládci Řekotočí jen díky Lannisterům, a že jim jsou k ničemu, pokud za ně budou muset stále zabírat území pokaždé, když ho ztratí.
Walder obědvá zcela osamotě a přemýšlí, kde jsou jeho synové Lothar a Černý Walder. Služebnice se ho snaží přesvědčit, že v místnosti skutečně jsou: zapekla je totiž do masového koláče, který Walderovi předložila. Když si sundá tvář, Walder poznává Aryu Stark (Maisie Williamsová) a ta mu podřízne hrdlo.

### Ve Starém městě
Sam (John Bradley-West) a Fialka (Hannah Murrayová) dorazí do Starého města a hlásí se v Citadele. Sam má v plánu poznat Velmistra. Do té doby mu je umožněn přístup do knihovny, otevřené věže naplněné od podlahy ke stropu regály knih. Mezitím Citadela vypouští nespočet bílých havranů, znamenajících, že zima oficiálně započala.

### V Dorne

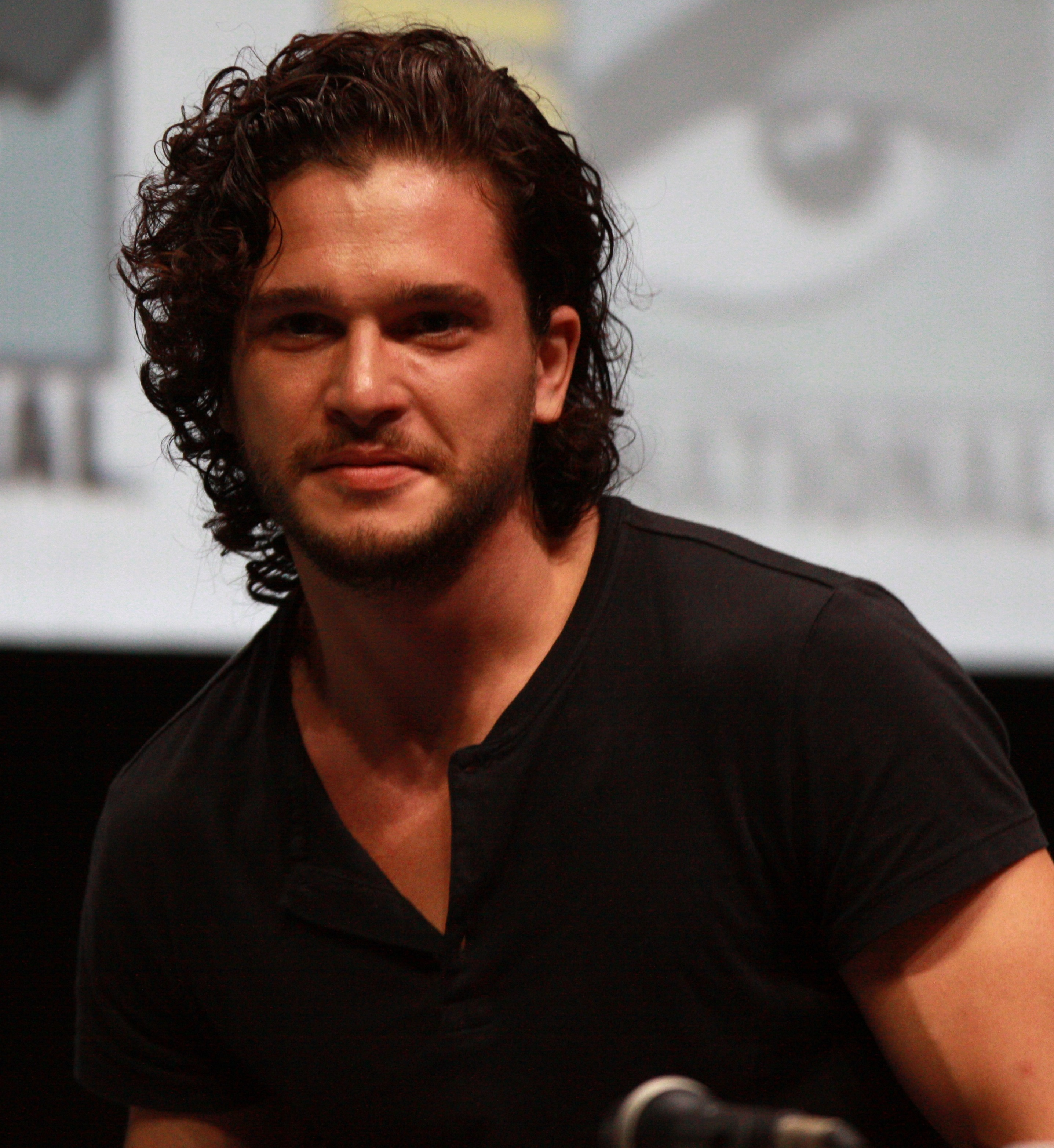
V tomto díle se potvrdila teorie fanoušků R+L=J (Rhaegar Targaryen + Lyanna Stark = Jon Sníh), která předtím kolovala internetem.

Lady Olenna (Diana Rigg) se setkává s Ellarií (Indira Varma) a dcerami Oberyna, aby projednali možnosti spojenectví proti Lannisterům. Přes její nechuť k této skupině a jejich zločinům se chce Olenna pomstít Cersei za smrt její rodiny. Na sécnu vstupuje i Varys (Conleth Hill) se slovy, že pravděpodobně touží po „ohni a krvi“ (rodová slova Targaryenů).

### Za zdí
Bran (Isaac Hempstead-Wright), Meera (Ellie Kendrick) a Benjen (Joseph Mawle) se ocitají blízko Zdí a Benjen se s nimi proto rozloučí, jelikož stěny Zdi jsou chráněny prastarou magií, která zaručuje, že přes ně nemůže projít nic mrtvého. Meera pomáhá Branovi dotknout se bílého stromu a on znovu vstoupí do paměti Neda Starka u věže Joy. Tam vidí mladého Eddarda (Robert Aramayo), jenž nalezne svou sestru Lyannu Stark (Aisling Franciosi) krvácející po porodu. Lyanna prosí Eddarda, aby se postaral o jejího syna, Jona, a udržel její tajemství v bezpečí, jinak by ho Robert zabil.

### V Meereenu
Daenerys (Emilia Clarkeová) informuje Daaria (Michiel Huisman), že jí nebude dělat společnost v Západozemí a místo toho zůstane chránit Meereen a zbytek Zátoky otrokářů, jenž se nyní nazývá Zátokou draků, v její nepřítomnosti. Daario neochotně přijímá Daenerysyno nařízení a zároveň vyznává svou lásku k ní. Daenerys předá Tyrionovi (Peter Dinklage) odznaku pro pobočníka krále a prohlašuje jej novým pobočníkem. Poté, co se k ní připojí Varys s loděmi z Dorne, od Tyrellů a Theona (Alfie Allen) a Yary Greyjoyů (Gemma Whelan), Daenerys a její skupina odplouvá do Západozemí.

## Produkce

### Scénář

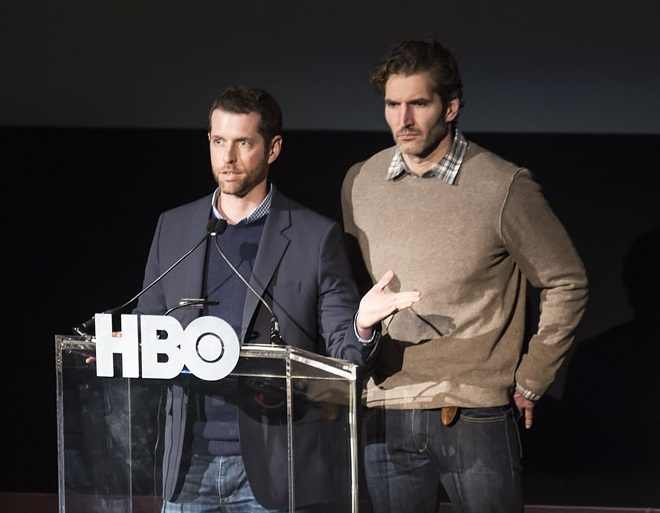
Tvůrci seriálu David Benioff (vpravo) a D. B. Weiss (vlevo)

Epizoda "Vichry zimy" byla napsána tvůrci seriálu Davidem Benioffem a D. B. Weissem. Některé prvky v epizodě vycházejí z nadcházející šesté ságy knižní předlohy Píseň ledu a ohně, Vichry zimy, kterou autor George R. R. Martin doufal, že dokončí ještě před začátkem vysílání šesté série. V dílu jsou části z kapitoly "Samwell V" ze čtvrté knihy Hostina pro vrány, a obsahuje i některé prvky z kapitoly "Epilog (Kevan I)" z páté knihy Tanec s draky zobrazující smrt Velmistra Pycella. Tato epizoda je nejdelší v historii seriálu, s dobou trvání 69 minut.

### Obsazení
"Vichry zimy" zobrazuje smrt postav ztvárněnými herci Jonathana Prycem (představitele Nejvyššího vrabčáka), Natalie Dormerová (představitelky královny Margaery Tyrell), Deana-Charlese Chapmana (představitele krále Tommena Baratheona), Davida Bradleyho (představitele Waldera Freye), Rogera Ashtona-Griffithse (představitele Macea Tyrella), Iana Geldera (představitele Kevana Lannistera), Eugenea Simona (představitele Lancela Lannistera), Finna Jonese (představitele Sera Lorase Tyrella) a Juliana Glovera (představitele Velmistra Pycella). Poslední dva v seriálu vystupovali od první série a zbytek v seriálu působil po dobu tří nebo více sezón (s výjimkou Jonathana Pryce).
Ve scéně u věže Joy, byla Lyanna Stark ztvárněna herečkou Aisling Franciosi. Dánský komik Frank Hvam hrál v díle úředníka v Citadele, třebaže musel být předabován do angličtiny, jelikož si v ní nebyl příliš jistý.